# Henriette Woering
Henriette Woering (Assen, 18 januari 1992) is een Nederlands voormalig wielrenster.
Woering reed van 2011 tot 2012 bij de Elite-2. In 2014 ging ze rijden voor het Deense Team Rytger.

## Privé
Henriette Woering is de tweelingzus van wielrenster Melanie Woering.